# Dumoga
Dumoga Millidge & Russell-Smith, 1992 è un genere di ragni appartenente alla famiglia Linyphiidae.

## Distribuzione
Le due specie oggi attribuite a questo genere sono endemismi di due diverse località dell'isola di Celebes, in Indonesia.

## Tassonomia
A dicembre 2011, si compone di due specie:
- Dumoga arboricola Millidge & Russell-Smith, 1992[3] — Celebes
- Dumoga complexipalpis Millidge & Russell-Smith, 1992 — Celebes